# Abdelkader Ben Bouali
Abdelkader Ben Bouali - em árabe, عبد القادر بن بوع (Sendjas, 25 de outubro de 1912 - Argel, 23 de fevereiro de 1997) - foi um futebolista argelino.
Ele competiu na Copa do Mundo FIFA de 1938, sediada na França. Embora não tenha sido o primeiro nativo da Argélia a disputar uma Copa, foi o primeiro deles de origem árabe - os demais eram franceses nascidos na colônia.